# 第27ロケット砲兵旅団 (ウクライナ陸軍)
第27ロケット砲兵旅団（だい27ロケットほうへいりょだん、ウクライナ語: 27-ма реактивна артилерійська бригада、略称：27 РеАБр）は、ウクライナ陸軍の旅団。陸軍司令部隷下で、スームィ州の州都スームィに旅団本部を置く。
ウクライナ軍で高機動ロケット砲システムHIMARSが配備されている唯一の部隊として知られる。

## 概要
2008年5月14日、第27ロケット砲兵連隊としてスームィ州スームィで創設された。

### ドンバス戦争

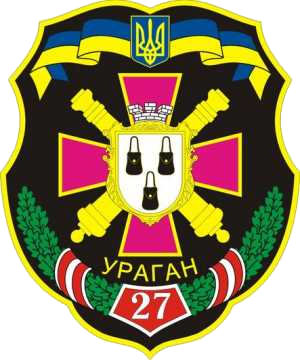
第27ロケット砲兵旅団旧部隊章

2014年7月からドンバス戦争で東部ドネツィク州、ルハーンシク州に配置された。
2015年3月、部隊増強に伴い、第27ロケット砲兵旅団に改編、2020年12月5日にはウォロディミル・ゼレンスキー大統領より、名誉称号「ペトロー・カルニシェウシキー」を授与された。

### ロシアのウクライナ侵攻
ロシアのウクライナ侵攻では、2022年5月にアメリカ合衆国供与の高機動ロケット砲システムHIMARSが配備された。HIMARS配備部隊は朝方や夕暮れに射撃任務を行い、それ以外では車両を頻繁に移動させたり隠匿させることで位置が露呈しないようにしている。
2022年12月6日、ウォロディミル・ゼレンスキー大統領より、勇気と勇敢さに対する栄誉賞を授与された。
2023年1月、東部ドネツィク州マキイウカのロシア軍訓練施設を破壊し、将校を含むロシア兵89人が戦死したとロシア国防省が発表し、一日のロシア兵の最多戦死者数記録を更新した。
2023年3月に北東部ハルキウ州のクプヤンシク地区、8月に南部ザポリージャ州のザポリージャ地区に展開しているのが確認された。
2024年3月、HIMARSで1週間に3回の攻撃を行い、第36独立親衛自動車化狙撃旅団のフセイン・ムサエフ旅団長を含むロシア軍将兵百数十人を殺害するなど順調だったが、東部ドネツィク州ニカノリウカの樹林帯でHIMARSの撃破が視覚情報で初めて確認された。以前からロシア国防省はHIMARS撃破と称した動画をたびたび投稿していたが、動画内でHIMARSが確認できないなど信憑性に欠けていた。

#### ロシア・クルスク戦線
2024年8月、ロシア・クルスク州方面の戦闘に参加した（出典元では射程が長いため北部スームィ州に配置されているとされる）。

## 編制
2024年時点での編制は以下のとおりである。
- 旅団司令部（スームィ）
- 第1ロケット砲大隊
- 第2ロケット砲大隊
- 第3ロケット砲大隊
- 第4ロケット砲大隊
- 砲兵偵察大隊
- 第41警備大隊（ウクライナ語版）

- 工兵中隊
- 整備中隊
- 兵站中隊
- 通信中隊
- レーダー中隊
- 衛生中隊
- CBRN防護小隊

## 主要装備
旅団の主要装備は以下のとおりである。
- BM-27
- HIMARS